# Rounds (Automobilhersteller)
Rounds war ein US-amerikanischer Hersteller von Automobilen.

## Unternehmensgeschichte
George E. Rounds leitete das Unternehmen mit Sitz in Plymouth in Massachusetts. 1901 stellte er einige Automobile her. Der Markenname lautete Rounds.

## Fahrzeuge
Im Angebot standen Dampfwagen. Zu zwei Modellen sind Daten überliefert. Eines hatte einen Dampfmotor mit 8 PS Leistung. Der Aufbau war ein offener zweisitziger Runabout. Beim anderen Modell leistete der Motor 15 PS. Der Aufbau bot Platz für vier Personen. Gemeinsamkeit war ein Kessel in Rohrform und ein patentiertes Gerät für die Abwärme.